# 酒精發酵

酒精发酵总览。在酒精发酵时，一个葡萄糖分子分解成两个丙酮酸 (1). The energy from this exothermic reaction is used to bind inorganic phosphates to ADP and convert NAD+ to NADH. The two pyruvates are then broken down into two acetaldehydes and give off two CO2 as a waste product (2). The two acetaldehydes are then converted to two ethanol by using the H- ions from NADH; converting NADH back into NAD+ (3).

酒精发酵是指微生物通过发酵过程产出酒精的化学过程。酵母以及其它微生物经过发酵作用，反应物中的糖，如葡萄糖、果糖和蔗糖转化成能量、乙醇和二氧化碳，但根据反应物的不同，微生物发酵的具体过程各异。由于该过程大多在缺氧条件下完成，酒精发酵一般被认为是厌氧过程。酒精发酵被广泛地应用于酒精饮料、燃料、食品加工等方面。在利用石油气成分合成酒精之前，发酵是唯一的大规模工业生产酒精的方法，到现在仍然占有重要地位。

## 化學反應

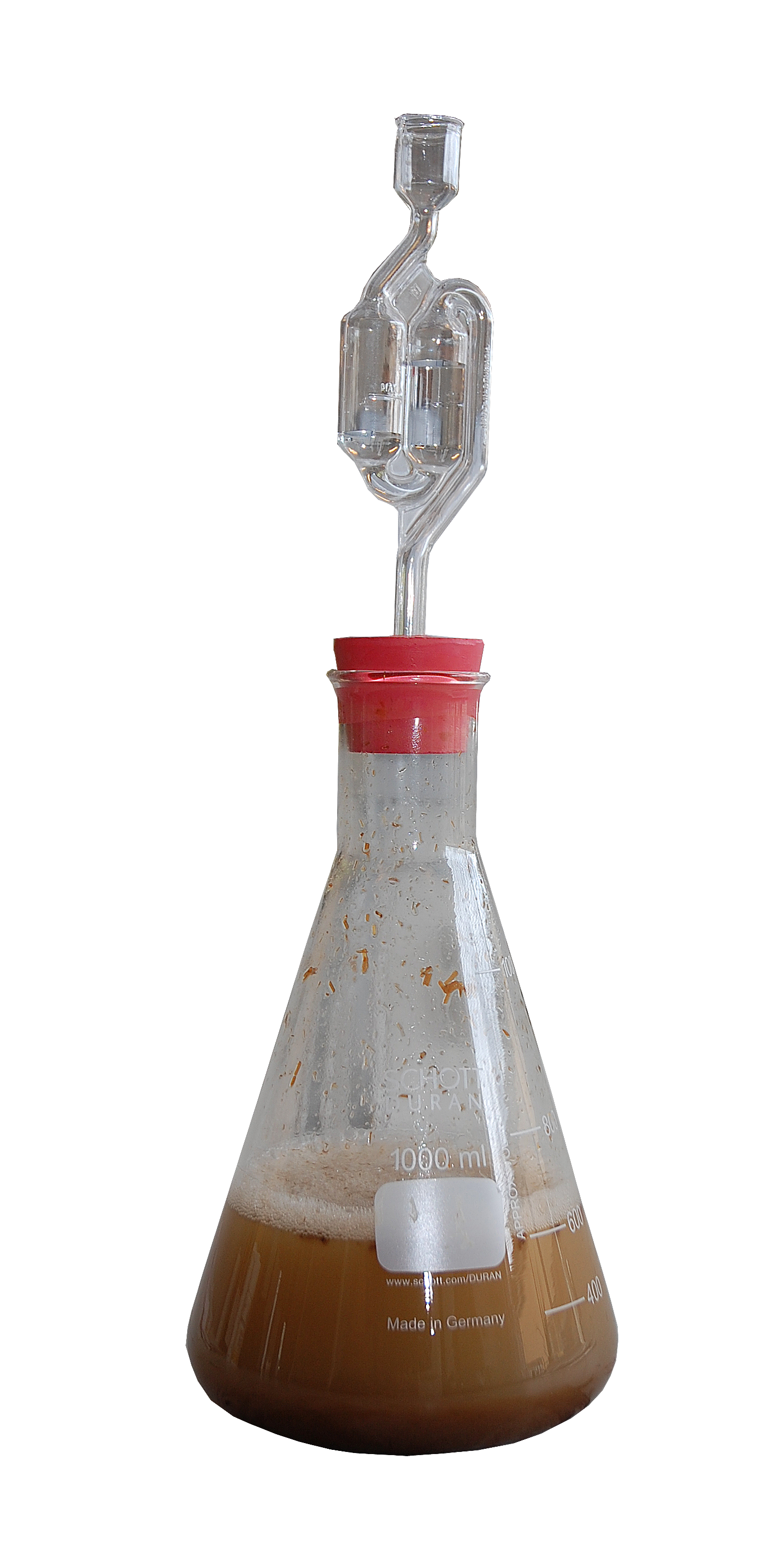
实验室器皿被用于秸秆的发酵。

糖酵解途径又称EMP(Embden-Meyerhof Parnas)途径，  过一系列步骤，降解成三碳化合物（即丙酮酸，2 CH3COCOOH）。在无氧状态下，丙酮酸可转化为乳酸或者乙醇。
酒精发酵的总体化学式为：
C6H12O6 + Zymase (酶) → 2 C2H5OH + 2 CO2
第一階段的二磷酸腺苷(ADP)转化成三磷酸腺苷(ATP)、2分子的NAD+與NADH產生變換。谷氨酸代谢途径，它们能催化NADH和ATP，ADP與Pi結合形成ATP，此即葡萄糖的磷酸化過程，磷酸果糖激酶是EMP途径的关键酶。
C6H12O6 + 2 ADP + 2 H3PO4 + 2 NAD+ → 2 CH3COCOOH + 2 ATP + 2 NADH + 2 H2O + 2 H+
第二階段的發酵是糖的裂解，丙酮酸分解为乙醛和二氧化碳。
CH3COCOOH → CH3CHO + CO2
第三階段使用还原剂 NADH。經由巯基酶催化，可被碘乙酸 (ICH2COOH)不可逆地抑制。NAD+还原成 NADH。
CH3CHO + NADH + H+ → C2H5OH + NAD+

## 图片

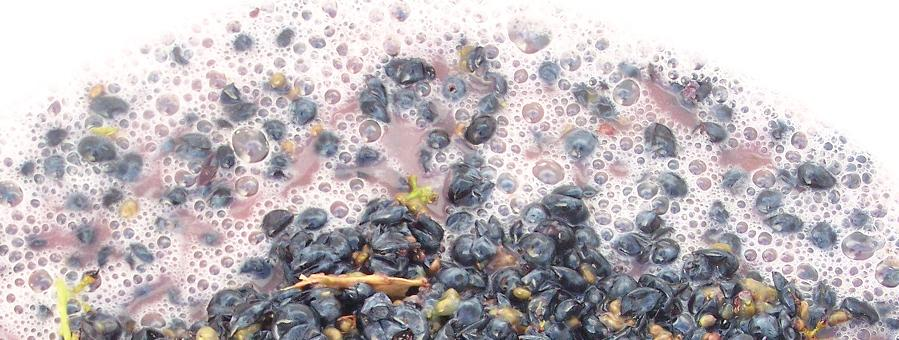
葡萄酒的釀製過程。

葡萄糖在哈沃斯投影式的描绘
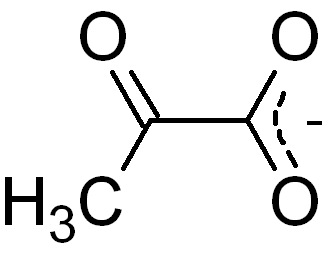
丙酮酸(Pyruvate)
乙醛(Acetaldehyde)
乙醇

## 应用

### 面包烘烤

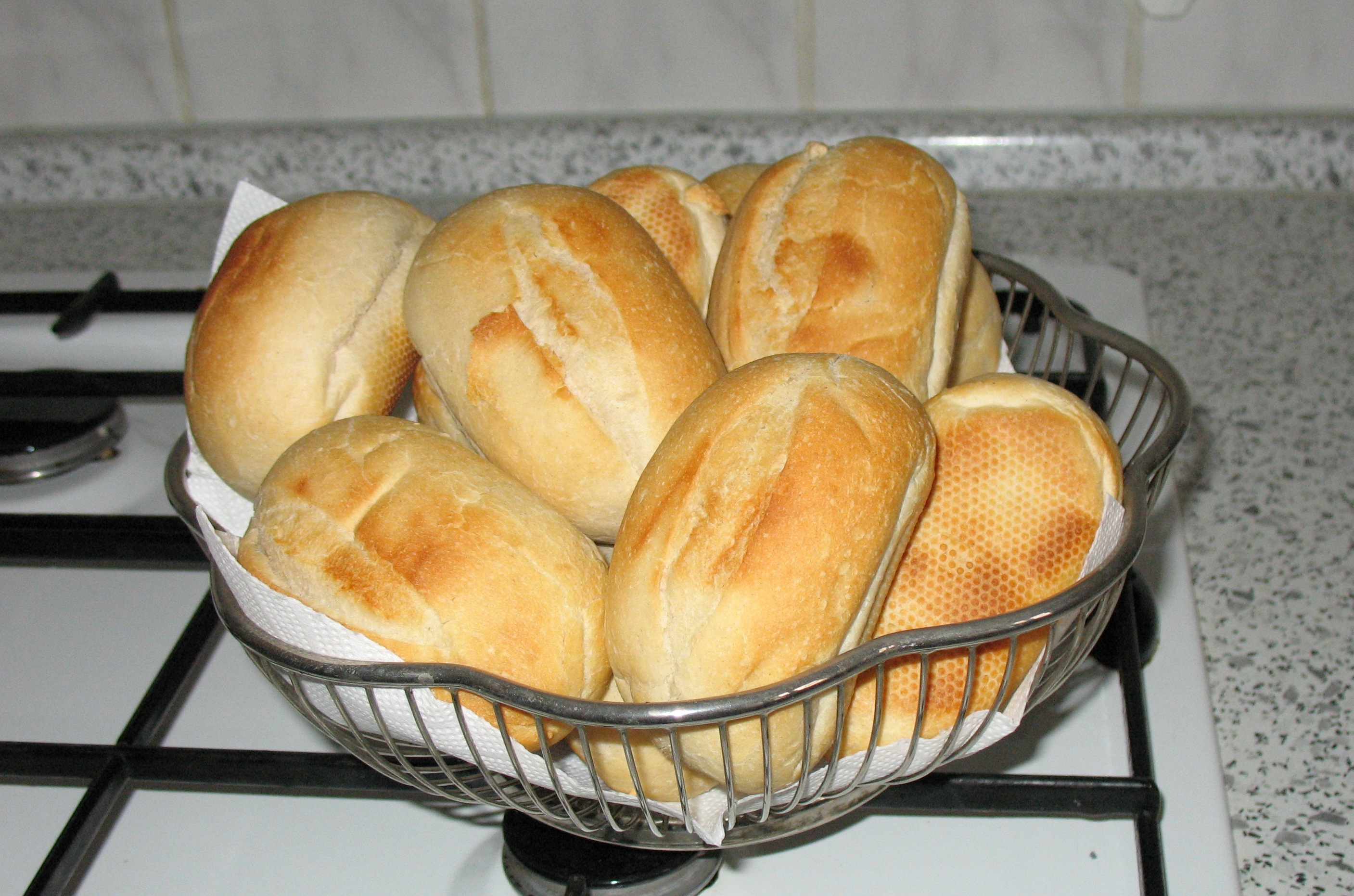
酒精发酵的副产品 - - 二氧化碳的形成导致面包发起来。

酒精发酵导致面包面团发起。酵母微生物食用在生面团中的糖，并产生乙醇和二氧化碳作为废弃产物。二氧化碳在生面团中形成气泡，泡沫扩大将面团发起来。面包中的几乎所有乙醇都在进行烘烤生面团时蒸发。

### 酒精饮料
所有酒精饮料含有的乙醇是通过酵母发酵生产（包括二氧化碳浸漬法）。
- 葡萄酒是用葡萄中的天然糖分发酵；苹果酒是用苹果中的天然糖分发酵
- 蜂蜜酒是用蜂蜜中的天然糖分发酵
- 啤酒，威士忌（whiskey），伏特加（vodka）是谷物中的淀粉被淀粉酶转化为糖，然后用糖发酵
- 米酒（包括日本清酒）是谷物中的淀粉被米曲菌转化为糖，然后用糖发酵
- 兰姆酒是用甘蔗中的天然糖分发酵

乙醇必须在容器中发酵。该容器应允许二氧化碳逸出，但阻止外部空气进入，因为暴露于氧气会阻止乙醇的生成，并增加细菌和霉菌繁殖风险，而二氧化碳的积累会造成容器破裂。

## 发酵的副产品
酒精發酵产生的未收获的副产品，如热量，二氧化碳，牲畜饲料，和水。

## 在酒精發酵中使用的微生物
- 酵母 (Yeast)
- Zymomonas mobilis
- schizosaccharomyces

## 参看
- 呼吸作用
- 纤维素
- 发酵 (葡萄酒)
- 食品發酵（英语：Fermentation in food processing）